# Cyanate d'argent

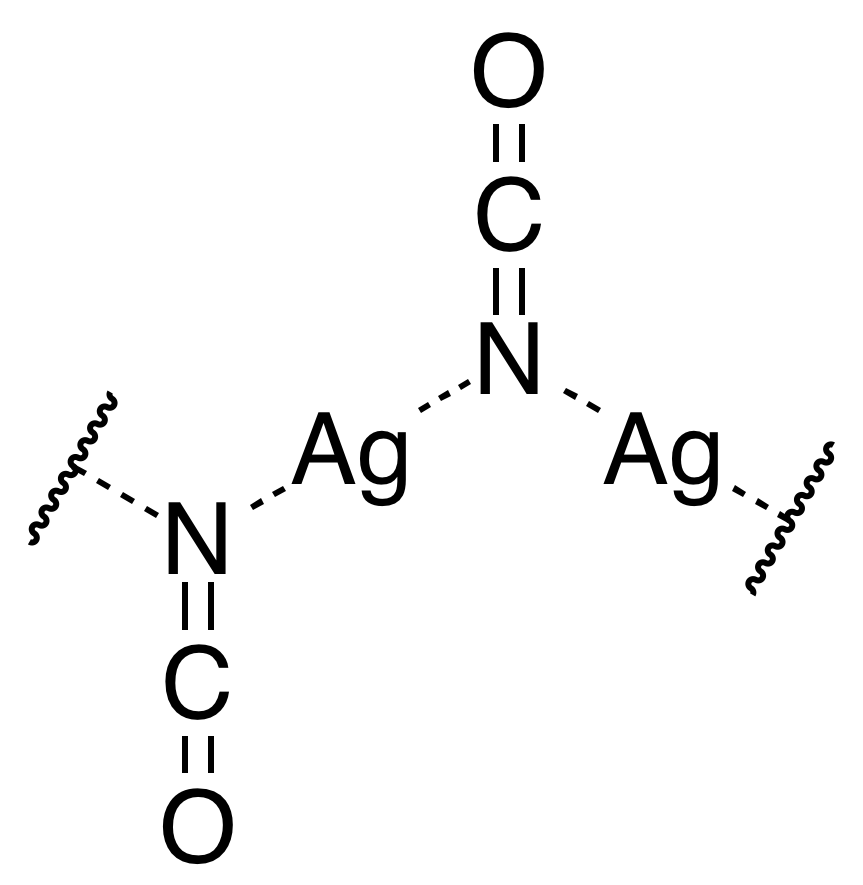
Structure du cyanate d'argent à partir de sa structure cristalline.

Le cyanate d'argent est le sel de cyanate d' argent . Il peut être fabriqué par la réaction du cyanate de potassium avec du nitrate d'argent en solution aqueuse, à partir de laquelle il précipite sous forme solide.
{\displaystyle {\ce {{AgNO3}+{KNCO}\rightarrow {Ag(NCO)}+{K+}+{NO3^{-}}}}}
Alternativement, la réaction
{\displaystyle {\ce {{AgNO3}+{H2N-C(O)-NH2}\rightarrow {AgNCO}+{NH4NO3}}}}
analogue à la réaction utilisée pour la production industrielle de cyanate de sodium, peut être utilisé. 
Le cyanate d'argent est une poudre beige à grise. Il cristallise dans le système cristallin monoclinique dans le groupe d'espace P 2 1 / m avec des paramètres a=547.3 pm, b = 637.2 pm, c = 341.6 pm, et β= 91°. Chaque cellule unitaire contient deux ions cyanate et deux ions argent. Les ions argent sont chacun équidistants de deux atomes d'azote formant un groupe N-Ag-N droit. Les atomes d'azote sont chacun coordonnés à deux atomes d'argent, de sorte qu'il existe des chaînes en zigzag d'atomes d'argent et d'azote alternés allant dans la direction de l'axe "b" monoclinique, avec les ions cyanate perpendiculaires à cet axe.
Le cyanate d'argent réagit avec l'acide nitrique pour former du nitrate d'argent, du dioxyde de carbone et du nitrate d'ammonium .
{\displaystyle {\ce {{AgNCO}+{2HNO3}+H2O\rightarrow {AgNO3}+CO2{\uparrow }+NH4NO3}}}</img>

## Voir également
- Fulminate d'argent